# Ballymena Showgrounds
Das Ballymena Showgrounds ist ein Fußballstadion in der nordirischen Stadt Ballymena, County Antrim. Es ist seit 1928 die Heimspielstätte des Ballymena United FC. Das Stadion bietet 3.000 Sitz- und 2.000 Stehplätze. Diese sind auf die zwei langen Seiten des Feldes verteilt.

## Die Showgrounds
Zu den Showgrounds gehören außer dem Stadion noch vier weitere Rasenfelder und je ein Kunstrasen- und Aschenplatz. Eines dieser Felder wird von den Amateuren von United genutzt, ein anderes vom Wakehurst FC. Die anderen Plätze werden von verschiedenen Jugend- und Amateurteams bespielt.

## Das Stadion

### New Stand
Der New Stand ersetzte den Clock Stand, der 2001 für den Bau der neuen Tribüne abgerissen wurde. Er bietet etwa 1800 Anhängern der Heimmannschaft einen Sitzplatz und ist vollständig überdacht. Außerdem umfasst er etwa sechzehn Umkleideräume, Büros und Bars, sowie Presse- und Vereinseinrichtungen. Das erste Spiel mit der neuen Tribüne, welche parallel zur Seitenlinie verläuft, war im Ulster Cup 2002 gegen die Carrick Rangers. Offiziell eröffnet wurde sie allerdings erst mit einem Spiel gegen die Bolton Wanderers. Die Haupttribüne, die für 3 Mio. £ gebaut wurde, hat bis heute noch keinen Namen. Dieses Problem soll aber durch den Verkauf an einen Sponsor behoben werden.

### Warden Street Stand
Der Warden Street Stand wurde 1977 für 250.000 £ gebaut, da die alte Holztribüne abgebrannt war. Die Eröffnung war 1980 im All-Ireland Cup gegen die Shamrock Rovers. Die Tribüne fasst knapp über 1200 Sitzplätze und ist voll überdacht. Vor den Sitzplätzen gibt es Stehplätze für rund 2000 stehende Anhänger. Bis zur Neueröffnung des New Stand war der Warden Street Stand die Haupttribüne. In letzter Zeit gab es Meldungen, dass die Tribüne auf 2000 Sitzplätze erweitert werden soll.